# Mária Bieliková
Mária Bieliková (n.  ?) este o informaticiană slovacă specializată în interacțiunea om-calculator și inteligență artificială. Este CEO-ul Institutului Kempelen de Tehnologii Inteligente (KInIT).

## Biografie
Mária Bieliková s-a născut în Ilava. A studiat la Universitatea Tehnică Slovacă din Bratislava, unde a obținut diploma de inginer în 1989 și doctoratul în 1995. După absolvire, a devenit profesor asistent la Universitatea Tehnică Slovacă. În 2005, a devenit unul dintre cei mai tineri profesori titulari din Slovacia. Între 2015 și 2020, a fost decanul Facultății de Informatică și Tehnologii Informaționale a Universității Tehnice Slovace.
În 2020, Bieliková a pierdut alegerile pentru al doilea mandat de decan și a fost ulterior demisă din postul de profesor de către succesorul ei, Ivan Kotuliak. Motivul oficial al încetării contractului de muncă au fost nereguli în contabilitatea plăților către asistenții de cercetare studenți. Aproximativ 30 de angajați și câțiva studenți ai Facultății de Informatică au părăsit universitatea în semn de protest. Ca răspuns la proteste, Kotuliak a oferit restabilirea catedrei lui Bieliková. Cu toate acestea, ea a refuzat oferta.
După plecarea de la universitate, a fondat Institutul Kempelen de Tehnologii Inteligente (KInIT), un grup de reflecție, cu finanțare inițială oferită de companii slovace active în sectorul IT, inclusiv compania de securitate internet ESET și Tatra banka.

## Activitate
Bieliková este președinta Comitetului Permanent Slovac pentru Etică și Reglementare a AI și fostă membră a Grupului de Experți la Nivel Înalt pentru AI înființat de Comisia Europeană și a consiliului de administrație al Centrului Comun de Cercetare al Comisiei Europene.

## Premii
În 2010, a primit premiul Personalitatea Științei și Tehnologiei din partea ministrului Educației Eugen Jurzyca. În 2016, a fost desemnată personalitatea IT a anului de revista PC Revue. În 2024, Bieliková a fost distinsă cu Ordinul Ľudovít Štúr, clasa a II-a, de președinta Zuzana Čaputová pentru contribuțiile sale la dezvoltarea Slovaciei în domeniile științific și tehnic.